# گورستان مرشدی
قبرستان مرشدی مربوط به دوره صفوی - دوره قاجار است و در شهرستان بوانات، بخش مرکزی، دهستان مزایجان، ابتدای روستای مرشدی واقع شده و این اثر در تاریخ ۲۸ شهریور ۱۳۸۶ با شمارهٔ ثبت ۱۹۷۲۸ به‌عنوان یکی از آثار ملی ایران به ثبت رسیده است.